# Удилхилд фон Дилинген
Удилхилд фон Дилинген (на немски: Udilhild von Dillingen; † сл. 12 май 1289, Щетен) е графиня от Дилинген и чрез женитба графиня на Цолерн (швабска линия).

## Произход
Тя е дъщеря на последния граф на Дилинген Хартман IV фон Дилинген († 1258) и съпругата му Вилибирг фон Труендинген († 1246), дъщеря на граф Фридрих IV фон Труендинген († 1253) и Агнес фон Ортенбург († 1246/1256). Сестра е на Хартман V († 1286), епископ на Аугсбург (1248 – 1286).

## Фамилия
Удилхилд фон Дилинген се омъжва пр. 13 януари 1258 г. за граф Фридрих V фон Цолерн († 24 май 1289), син на граф Фридрих IV фон Цолерн († 1255) и Елизабет фон Абенсберг. Удилхилд става след смъртта му монахиня в Щетен, където умира и е погребана там.
Двамата имат децата:
- Фридрих VI († 1298), граф на Цолерн, основател на линията Цолерн-Цолерн

∞ 1281 принцеса Кунигунда фон Баден (1265 – 1310), дъщеря на маркграф Рудолф I фон Баден
- Фридрих († 1304), каноник в Аугсбург
- Аделхайд († 1296/1308)

∞ Хайнрих II фон Геролдсек († 1300)
- Фридрих I († 1302/09), основател на линията Цолерн-Шалксбург (Вюртемберг)

∞ 1282 Удилхилд фон Меркенберг († 1305)
- Вилбург († сл. 1300), монахиня в Щетен